# Allen Bell
Allen Charles Bell (Ashley, 11 de outubro de 1933) é um ex-ciclista olímpico norte-americano. Representou sua nação em dois eventos nos Jogos Olímpicos de Verão de 1956 e uma em 1960.